# Санджак Албания
Санджак Албания (тур. Arvanid Sancağı, алб. Sanxhaku i Arbërit, англ. Sanjak of Albania) — санджак Османской империи на территории Албании. Административная единица второго уровня (санджак) Османской империи, расположенная на территории современной Центральной и Южной Албании. Его территория простиралась от Круи на севере и реки Каламас на юге. Он был основан в 1415—1417 годах и был расформирован в 1466 году с созданием санджака Эльбасан.

## Исторический фон
В течение XIV века османское владычество стало распространяться на Восточное Средиземноморье и Балканский полуостров. Разделение Албании на небольшие враждующие феодальные владения, управляемые независимыми феодалами и племенными вождями, сделало их легкой добычей для османских султанов. В 1385 году правитель Дурреса Карл Топия обратился к османскому султану Мураду I за поддержкой в борьбе против своих соперников — рода Балшичей. Османские войска быстро вступили в Албанию по Эгнатийской дороге и разгромили Балшу II в битве при Савре. Основные албанские кланы вскоре присягнули на верность Османской империи. Турки-османы позволили завоеванным албанским клановым вождям сохранить свои позиции и имущество, но они должны были платить дань, отправлять своих сыновей к османскому двору в качестве заложников и предоставлять османской армии вспомогательные войска.

## Администрирование
Вновь оккупированные албанские земли были организованы в санджак Арванид («санджак Арванидов»), военно-административный район, подчиняющийся более крупному эялету Румелии. Санджак был разделен на девять вилайетов, подрайонов, включающих город и прилегающие к нему деревни, возглавляемые беями. Вилайеты, в свою очередь, были разделены на нахии под надзором наиба (окружного судьи). Санджак Албания представляет собой первое определение Албании Османской империей как территориальной единицы, связывающей албанский язык с конкретной территорией.
В 1431—1432 годах османский губернатор Умур-бей ввел дефтер (кадастровую съемку) в санджаке Албания, который простирался от крепости Круя на севере до долины реки Каламас на юге.

## История
Санджак Албания был основан в 1415—1417 годах . С 1431 года столицей санджака, по-видимому, была Влёра.
В 1431—1432 годах все сельские и городские хозяйства и их имущество были зарегистрированы во всех десяти округах Арванидского санджака. Регистр 1432 года показывает, что районы в санджаке Албании были дополнительно разделены на 335 тимаров, каждый из которых состоял из двух или трех деревень. Арванидский регистр является одним из самых ранних доступных земельных регистров в архивах Османской империи, и был опубликован в 1954 году.
В 1432 году Андрей Топия и Георгий Арианити восстали против Османской империи. Когда началось Албанское восстание 1432—1436 годов, санджакбеем Албании был Али-бей Эвреносоглу. Восстание было окончательно подавлено в ходе кампаний 1435—1436 гг. Али-бея и Турахан-бея.
В 1437 году, когда Теодор III Музака восстал против турок-османов, санджак-бей Албании был его сын Якуб-бей Музаки. В 1437—1438 годах Скандербег был назначен субаши Круи , после чего Хизир-бей был вновь назначен на эту должность в ноябре 1438 года. Первой должностью Хадыма Шехабеддина-паши вне дворца султана была должность санджакбея санджака Албании, которую он занимал до 1439 года, когда был назначен бейлербеем Румелии. Когда в 1441 году город Пермети был присоединен к санджаку Албании, Якуб-бей упоминается как его санджакбей. Он оставался на должности санджакбея санджака Албании до сентября 1442 года, когда он был убит как один из 16 османских санджакбеев под командованием Хадыма Шехабеддина-паши, которые все были убиты христианскими войсками под командованием Яноша Хуньяди в битве у реки Яломица.
Хадым Сулейман-паша был санджак-беем Албании незадолго до того, как стать санджак-беем Смедерево.
Санжак Албании был расформирован в 1466 году, после строительства крепости Эльбасан, который стал столицей нового санджака Эльбасан. Новый санджак объединил районы Исбат (Шпат) и Черменика. В то же время был создан санджак Авлона (Влера) с подрайонами (казы) Скрапар, Пермет, Погон, Тепелен и Гирокастра.

## Губернаторы
- Али-бей Эвреносоглу (ок. 1432—1437)
- Якуб-бей Музака (1437—1438)
- Хадым Шехабеддин-паша (1438—1439)
- Якуб-бей Музака (1441—1442)
- Хадым Сулейман-паша (?)